# Pružina
Pružina este o comună slovacă, aflată în districtul Považská Bystrica din regiunea Trenčín. Localitatea se află la altitudinea de 420 m deasupra n.m., se întinde pe o suprafață de 40,43 km2 și în 2017 număra 2.043 de locuitori.

## Istoric
Localitatea Pružina este atestată documentar din 1272.

## Demografie
| An:                | 1994 | 2004   | 2014   | 2024   |
| ------------------ | ---- | ------ | ------ | ------ |
| Număr de persoane: | 1948 | 1917   | 2025   | 2113   |
| Diferență:         |      | −1,59% | +5,63% | +4,34% |

| An:                | 2023 | 2024   |
| ------------------ | ---- | ------ |
| Număr de persoane: | 2093 | 2113   |
| Diferență:         |      | +0,95% |